# Rijtuigmuseum Bree
Het Rijtuigmuseum Bree is een particulier museum in de Belgische stad Bree, gelegen aan Gruitroderkiezel 66.
Het museum is gegroeid uit de privéverzameling van André Jonkers, eigenaar van het museum. Hij begon met het verzamelen en restaureren van koetsen, en in 1996 stelde hij zijn verzameling open voor het publiek. In 2015 bevatte het museum twintig rijtuigen en daarnaast een verzameling oude gebruiksvoorwerpen en gereedschappen.
Het museum is te bezichtigen op afspraak.

## Collectie

### Draagkoets
Deze Sedia Gestatoria of draagkoets was het lokale transport van pausen en staatshoofden in de
16e eeuw. Overdekt werd de draagstoel populair in het laatste kwart van de 16e eeuw in Napels,
Genua en het Spaanse hof. Deze vormen van transport ontwikkelden zich in het begin van de 17e
eeuw op grotere schaal tot de volledig gesloten of overdekte stoel die door mensen werd gedragen.

### Tsjechische lijkwagen
Deze Tsjechische lijkwagen uit circa 1890 met schuitjesvorm is aan beide zijden voorzien van houtsnijwerk. Hij werd gebruikt voor overledenen uit de bourgeoisie. In  het verleden werden begrafenissen opgedeeld in klassen en paste men de keuze van de lijkwagen hieraan aan. De Tsjechische hofleverancier Peter Klubal bouwde deze wagen. Zijn lijkwagens werden uitgevoerd naar Rusland, Servië, Bulgarije, maar vooral de Verenigde Staten.
Acht korintische zuilen geven de koets een statige aanblik. De restauratie gebeurde in 2021 waarbij het hout- en ijzerwerk werd hersteld en de zilveren biezen opnieuw aangebracht. De bekleding van de koetsierszitting en de rouwdoeken werden opnieuw vervaardigd. De vervaardiging van rubberbanden was een gepatenteerde specialiteit van de bouwer. De originele disselboom is nog aanwezig en laat toe tot vier paarden aan te spannen.

### Paardentuig voor een tandem
Paardentuig zorgt voor de verbinding tussen het paard en koets bij middel van strengen en riemen. De koetsier ment via leidsels die verbonden zijn met het bit (ook stang genoemd) in de mond van het paard. Verder gebruikt hij/zij de stem en een zweep. Twee paarden naast elkaar noemt men een twee- of dubbelspan; twee paarden achter elkaar een tandem. Het geheel van koets, paarden en koetsier noemt men een aanspanning.
Het paardentuig in de afbeelding hieronder werd gebruikt voor een tandem en is versierd met koperen elementen en heraldische tekenen. Ze staan symbool voor een markies of markgraaf. Dit wijst erop dat het paardentuig werd gebruikt door hun adellijke familie.

## Galerij

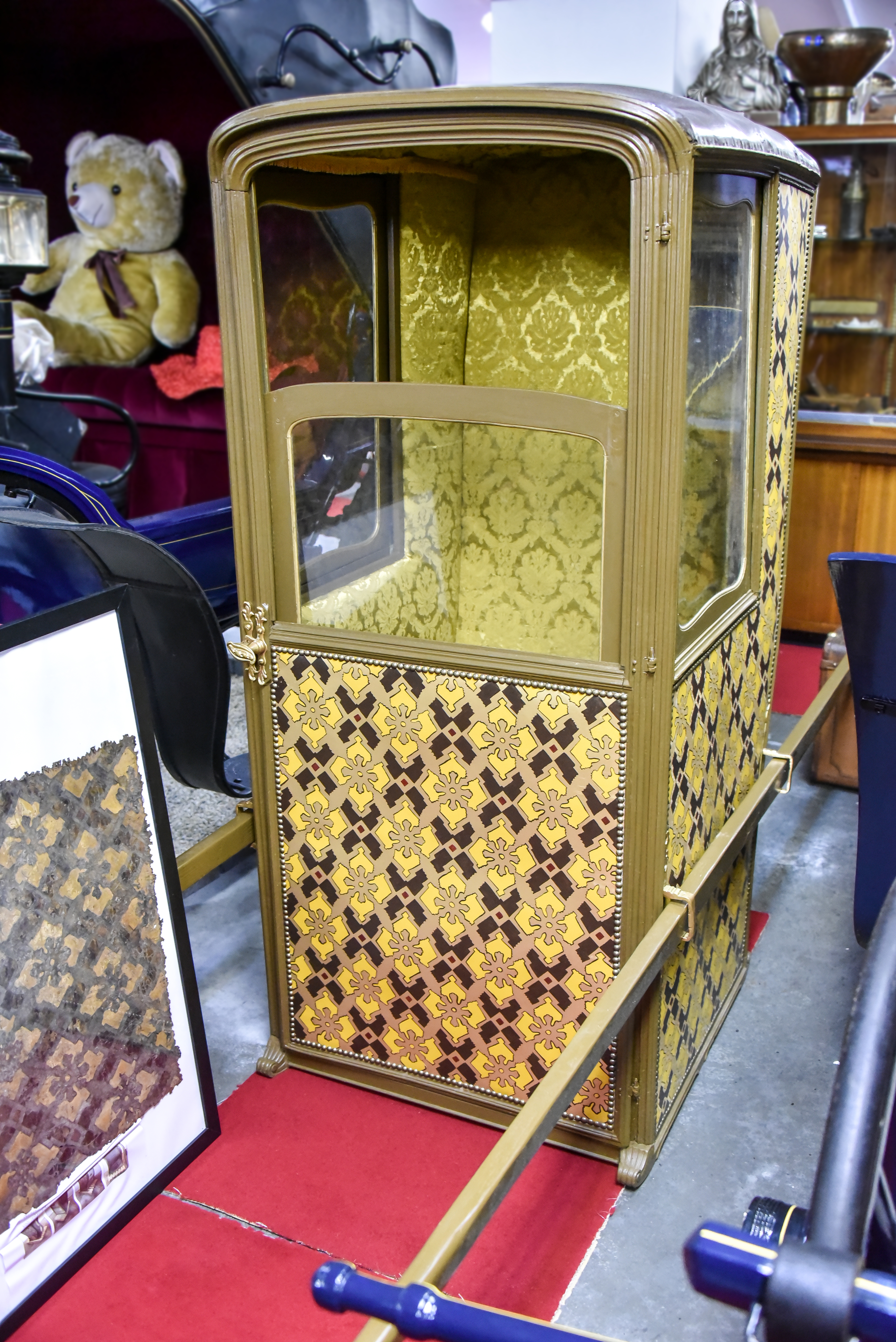
Draagkoets uit de 18e eeuw
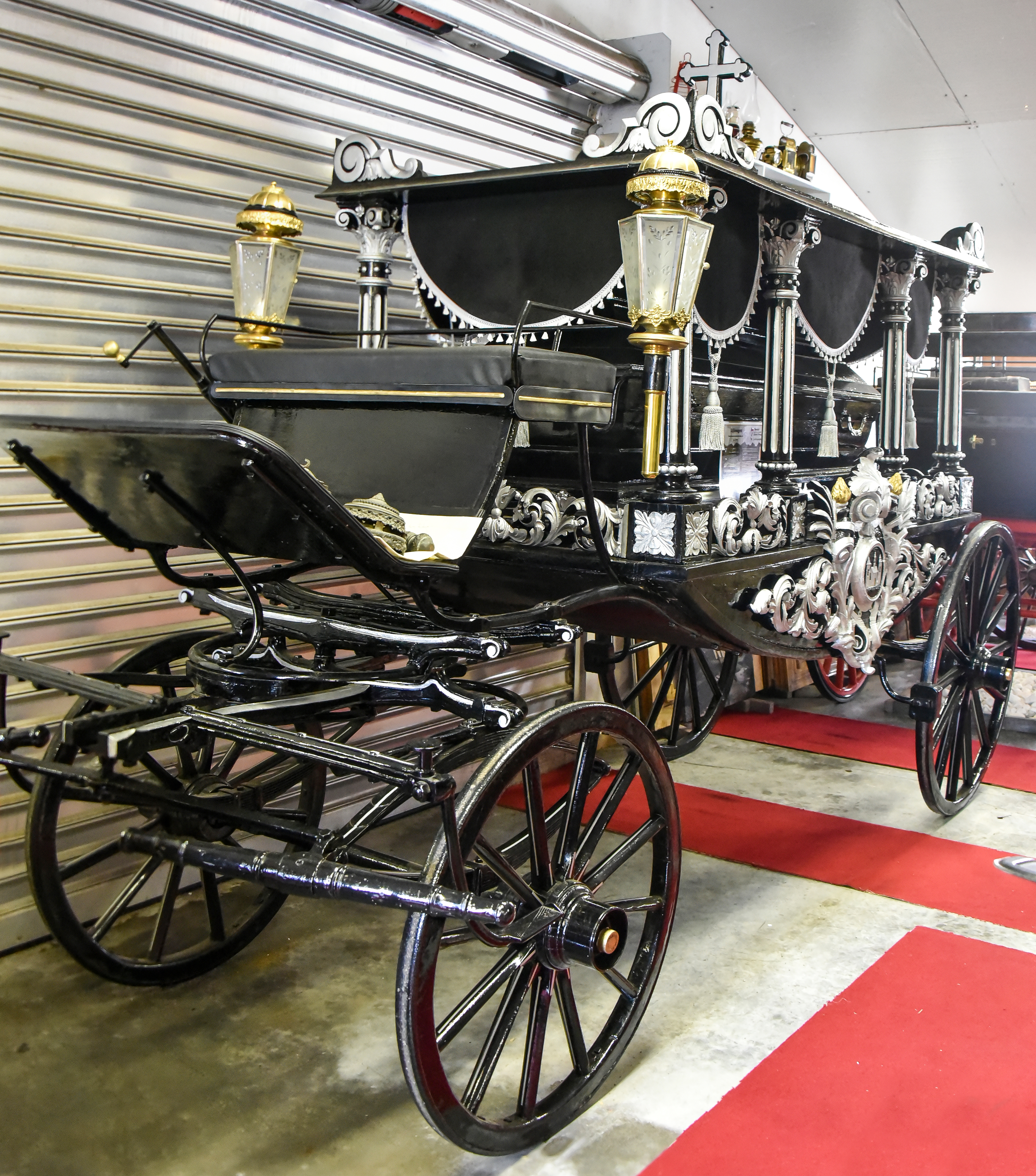
Tsjechische lijkwagen
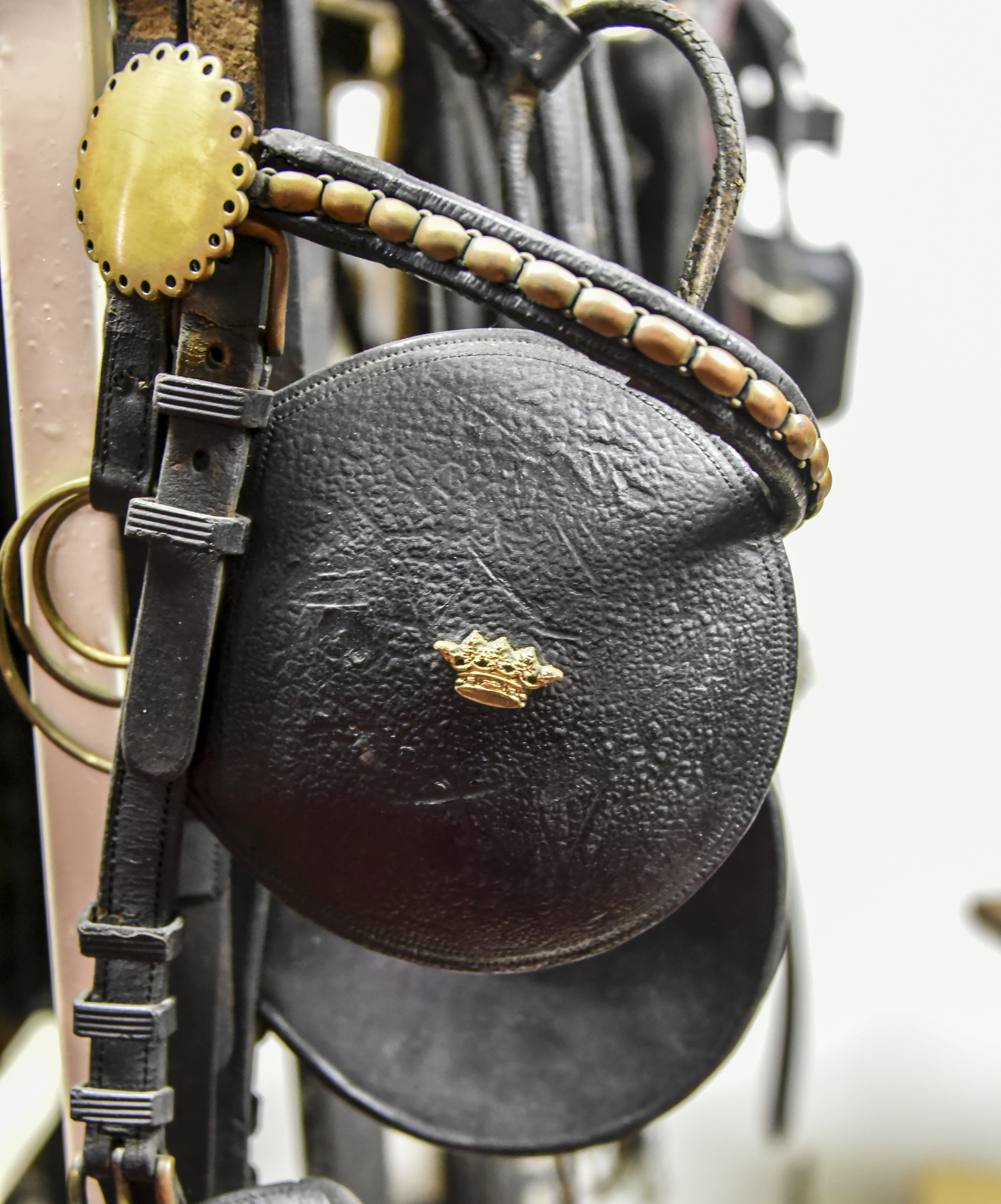
Paardentuig voor een tandem